# Europarks
 (juin 2021).
 (juin 2021).
Si vous disposez d'ouvrages ou d'articles de référence ou si vous connaissez des sites web de qualité traitant du thème abordé ici, merci de compléter l'article en donnant les références utiles à sa vérifiabilité et en les liant à la section « Notes et références ».
Cet article concerne l'association européenne des parcs de loisirs. Pour le parc forain fixe français, voir Europark.
Europarks est une association européenne visant à regrouper les associations nationales et les professionnels des parcs de loisirs en Europe. Elle a été fondée en 1981 à l'initiative de l'association britannique BALPPA et de l'association allemande VDFU et regroupe aujourd'hui neuf associations nationales de parcs de loisirs en Europe ainsi que deux parcs à titre individuel, soit un total de 225 parcs. Cet effectif représente un cumul de 180 millions de visiteurs annuels et quelque 72 000 employés pour un chiffre d'affaires de 2,150 milliards d'euros. 

## Mission
Europarks remplit le rôle d'interlocuteur entre les institutions de l'Union européenne, les gouvernements nationaux et les professionnels du secteur. Elle porte un regard sur le travail législatif du parlement européen et des parlements nationaux et agit en faveur d'une harmonisation des règlementations.
L'association encourage un travail d'échange d'informations et de connaissances entre ses membres afin d'améliorer la qualité de l'offre. Elle gère également le développement et la mise en réseau d'une base de données économiques à l'usage de ses membres. 
Europarks travaille en collaboration avec son homologue d'envergure internationale, l'IAAPA.